# 横浜カントリー・アンド・アスレティック・クラブ
横浜カントリー・アンド・アスレティック・クラブ（英語: Yokohama Country & Athletic Club, YC & AC）は、神奈川県横浜市中区にある会員制のスポーツクラブ。運営法人は公益社団法人横浜カントリー・アンド・アスレティック・クラブである。

## 歴史
1863年6月25日、日本最初のクリケット試合は横浜で行われた。1868年、スコットランド人の貿易商ジェームス・ペンダー・モリソンが中心となり、イギリス海軍と地元の商人からなる会員制のクリケットのチームである「横浜クリケット・クラブ」クラブとして創設。1870年からクラブは現在横浜スタジアムがある場所で試合を行った。
1880年代、アメリカ人が増えるため、野球もクラブに加わった。
1886年12月にクラブとしてサッカー競技を開始すると決定し、1887年1月に試合を始めた。1888年3月、神戸リガッタ・アンド・アスレチック・倶楽部（KR & AC）との間でインターポートマッチが開催された。なお、KR & ACとの対戦は日本で最も古いサッカーの対抗戦と位置づけられている。
1890年代以前のクラブは、日本人に対して施設の使用を拒否したため、1891年に旧制第一高校の野球チームはクラブ側に挑戦状を出した。5年後の1896年5月23日、旧制第一高校と日本初の野球の国際試合を横浜公園平和野球場の前身であるクリケット場で開催したが、クラブ側は4-29で一高に負け、6月5日に行われた再戦でも9-32で負けた。これらの試合の勝利は、日本での野球の人気の向上に大きく貢献した。
1901年に慶應義塾大学とラグビーユニオンの試合を行ったが、日本初のラグビーユニオンの試合かつ日本初の国際試合であった。
1904年2月6日、東京高等師範学校（現：筑波大学蹴球部）と日本初のサッカーの国際試合を開催した。
1910年、根岸線の山手駅に近い矢口台の高台に移転した。
1912年、横浜にあった他のクラブと統合して「横浜カントリー・アンド・アスレティック・クラブ」に名称を変更した
1941年12月から1945年9月の英米蘭との開戦時は、スイスやスウェーデン、スペインやソビエト連邦などの中立国民、ドイツやイタリアなどの同盟国民によって運営されていた。
1959年、7人制ラグビー大会のYC&AC JAPAN SEVENSの第1回大会を主催者として開催した。
2018年10月6日に世界各国の最古のサッカークラブで構成されるクラブ・オブ・パイオニアーズのメンバーに選出された。
現在は日本プロサッカーリーグ（Jリーグ）に加盟する横浜スポーツ&カルチャークラブ（Y.S.C.C.横浜）が練習場の一つとして使用している。

## スポーツ
ボウリング（10ピン）、野球、バスケットボール、ビリヤード（プール）、クリケット、ダーツ、ホッケー（屋外）、ゴルフ、ローンボウル、ラグビーユニオン、サッカー、スカッシュ、卓球、水泳、バレーボール

## アクセス
- JR根岸線・山手駅より徒歩10分[3]
- 首都高速湾岸線・本牧ジャンクションより車で約15分[3]
- 首都高速神奈川1号横羽線・石川町ジャンクションより車で約15分[3]